# Ravensburg (distrito)
Ravensburg é um distrito da Alemanha, na região administrativa de Tubinga , estado de Baden-Württemberg.

## Cidades e Municípios
| - Cidades: 1. Aulendorf 2. Bad Waldsee 3. Bad Wurzach 4. Isny 5. Leutkirch 6. Ravensburg 7. Wangen 8. Weingarten - Municípios: 1. Achberg 2. Aichstetten 3. Aitrach 4. Altshausen 5. Amtzell 6. Argenbühl 7. Baienfurt 8. Baindt 9. Berg 10. Bergatreute 11. Bodnegg 12. Boms 13. Ebenweiler 14. Ebersbach-Musbach 15. Eichstegen 16. Fleischwangen 17. Fronreute 18. Grünkraut 19. Guggenhausen 20. Horgenzell 21. Hoßkirch 22. Kißlegg 23. Königseggwald 24. Riedhausen 25. Schlier 26. Unterwaldhausen 27. Vogt 28. Waldburg 29. Wilhelmsdorf 30. Wolfegg 31. Wolpertswende |